# Inmigración china en Chile
La inmigración china en Chile es la corriente migratoria de ciudadanos chinos hacia la República de Chile, siendo relativamente baja su presencia en comparación a la de otros países de América del Sur y a la de otros inmigrantes no españoles en el país. La mayoría de la población china en Chile es de origen cantonés.

## Historia
Entre los primeros chinos en Chile se encuentran los llamados culíes (o coolies en inglés), que en el siglo XIX trabajaban en condiciones de "semi"-esclavitud en Perú, y que se quedaron en Chile luego de que los territorios del norte fueran anexados al país con la Guerra del Pacífico.
En la actualidad el flujo de inmigrantes procedentes desde China ha aumentado en relación con el registro histórico, se cuadruplicó en los última década; esto debido principalmente a los índices favorables que ha presentado la economía de Chile, dedicándose principalmente al comercio como restaurantes y mall chinos; y a la enseñanza de su idioma, concentrándose principalmente en Santiago, la capital y ciudad más poblada del país. De hecho, en 2016 habían 457 restaurantes chinos en Chile, con 156 de ellos en Santiago. Aunque la mayoría vive en Santiago, existe una gran cantidad de residentes en Arica y el Área Urbana de Iquique, así como en el Gran Valparaíso.
En junio de 2024 se inauguró un Pórtico chino ubicado en el Barrio Meiggs de Santiago de Chile que fue donado por la comunidad china del sector, siendo reconocido oficialmente como el primer barrio chino de Chile.

El jardín chino de Santiago, ubicado en el Parque O'Higgins, fue inaugurado en 2006 y reinaugurado en 2017. Donado en un  comienzo por la embajada china, fue remodelado con el financiamiento de la comunidad china residente.